# Ginza
Ginza (銀座?) è un distretto di Chūō, Tokyo, in Giappone, posto a sud di Yaesu e Kyōbashi, ad ovest di Tsukiji, ad est di Yūrakuchō e Uchisaiwaicho e a nord di Shinbashi. È nota come area commerciale di lusso, con diversi grandi magazzini, boutique, ristoranti e caffè.

## Storia
Il nome di Ginza deriva da gin (argento), in quanto proprio in quest'area venne stabilita, nel 1612, durante il periodo Edo, la zecca del conio dell'argento (il Giappone aveva al tempo tre sistemi del conio della moneta basati sul materiale).
La moderna Ginza sorge nel 1872 quando, a seguito di un incendio devastante, il distretto fu ricostruito a partire da alcuni edifici in stile georgiano progettati dall'architetto irlandese Thomas Waters, lungo la passeggiata commerciale sulla strada dal ponte di Sinibashi al ponte di Kyōbashi nella parte sudoccidentale del quartiere speciale di Chūō.
La maggior parte di questi edifici in stile europeo sono scomparsi, ma è ancora presente qualcuno degli edifici più vecchi, come il palazzo che ospita la sede dei grandi magazzini Wakō (和光) e l'annessa torre dell'orologio.

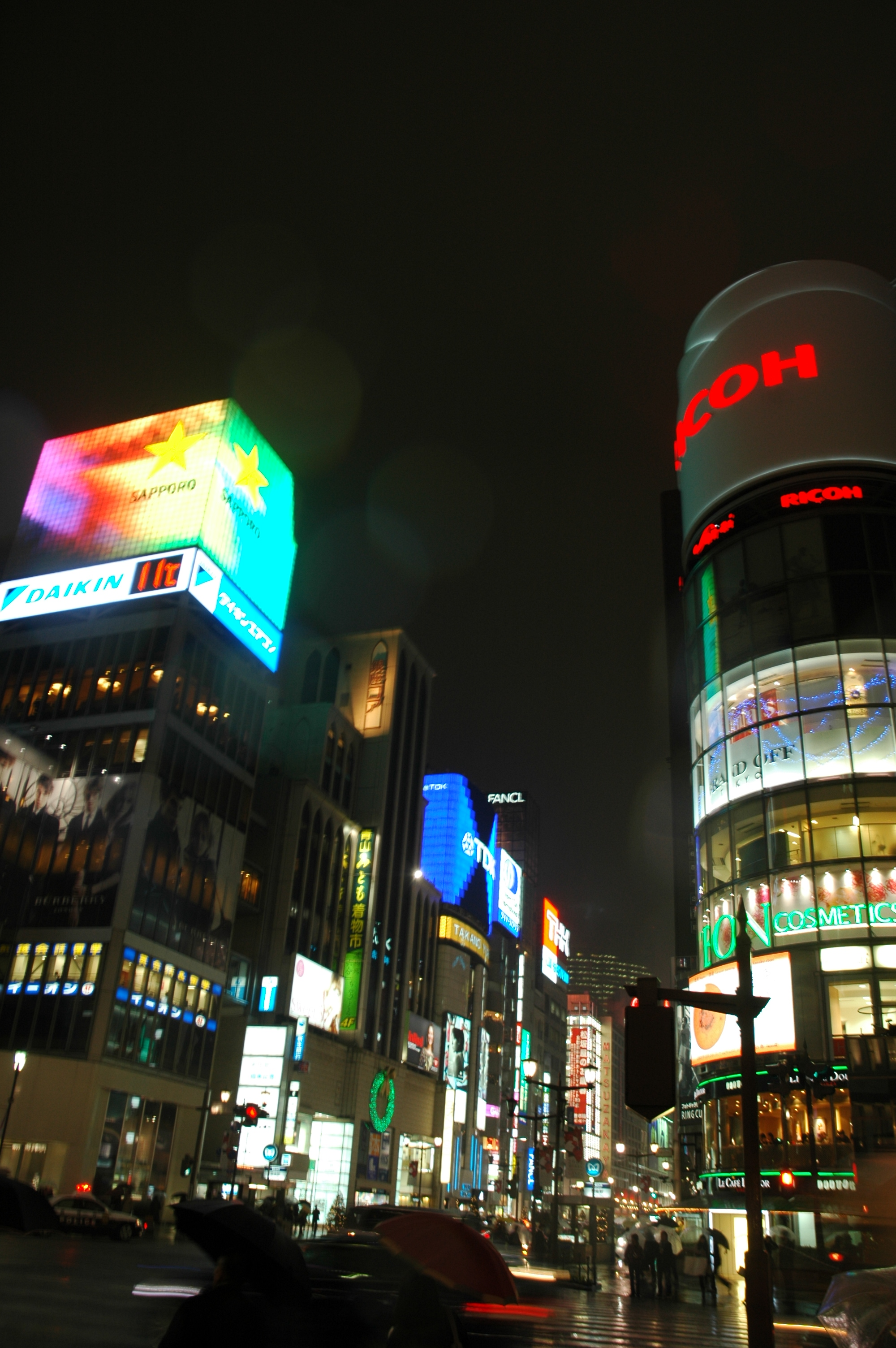
Ginza di notte

Ginza è una popolare meta dei weekend, quando la principale arteria nord-sud è chiusa al traffico.

## Stazioni della metropolitana
- Stazione di Ginza (Tokyo Metro:Linea Ginza, Linea Hibiya e Linea Marunouchi.)
- Stazione di Ginza-itchōme (Tokyo Metro: Linea Yūrakuchō.)
- Stazione di Higashi-Ginza (Tokyo Metro:Linea Hibiya. Ufficio metropolitano del trasporto di Tokyo:Toei Linea Asakusa.)